# Imagen oculta

Charles Allan Gilbert: Todo es vanidad.

Una imagen oculta o un rompecabezas de imágenes es un tipo de ilusión óptica que, además de la imagen que se ve, contiene otra oculta, más o menos difícil de descubrir. En ella el observador puede elegir mentalmente entre dos interpretaciones de la imagen. Según sea el diseño observado, puede relacionarse con el término  psicológico pareidolia, que supone la percepción o el reconocimiento de una forma específica en algo esencialmente diferente.
En el ámbito artístico, el artista puede crear imágenes con doble interpretación; dos imagenes diferentes que tienen una apariencia unitaria. Con líneas o colores, el artista crea imágenes que permiten una visión dual. Ambas son válidas, pero, dificilmente el observador puede ver ambas interpretaciones simultáneamente.
El diccionario de los hermanos Grimm lo describe como «imagen con un fraude oculto en el dibujo, broma».

## Historia
Las imágenes ocultas, con un «doble sentido», similares a los rompecabezas, se crearon a finales de la baja Edad Media. De esta forma, el artista podía plasmar gráficamente una denuncia, un agravio o exageraciones satíricas, sin temor inmediato a un posible castigo. Muchas veces también se realizaron por diversión. Franz Kafka escribió en su diario en 1911: «Lo oculto en imágenes ocultas está claro e invisible. Claro para quien encontró, invisible para quien ni siquiera sabe que hay algo que buscar.»  En otros idiomas (inglés, francés), una imagen de rompecabezas se equipara simplemente con una adivinanza o una imagen para buscar.

## Imágenes ocultas cotidianas
Existen ejemplos cotidianos de imágenes ocultas, como los rostros en las nubes, las figuras del test de Rorschach o la cara de la luna. Leonardo da Vinci escribió sobre ellos en su cuaderno: «si miras paredes que están pintadas o hechas de diferentes tipos de piedras, puedes creer que ves en ellas ciertas vistas pintorescas de montañas, ríos, rocas, árboles, llanuras, valles anchos y colinas de diferentes formas. También puedes encontrar en ellas batallas y figuras que se mueven rápidamente, rostros y trajes extraños, así como una infinidad de cosas». Francois y Jean Robert recopilaron y publicaron muchas fotografías de imágenes casuales. Este tipo de imágenes con más de una interpretación se pueden relacionar con la «pareidolia» no patológica, que sugieren la visión de imágenes aleatorias, o patrones de luces y sombras, como caras.

## Imágenes ocultas creadas por artistas
Giuseppe Arcimboldo, maestro manierista de las cortes imperiales de los Habsburgo del siglo XVI en Viena y Praga, fue probablemente el artista más conocido por crear rostros ocultos extraordinarios. Dispuso flores, verduras, frutas, conchas, vieiras y otros animales, libros y diferentes cosas sobre el lienzo de tal manera que toda la colección de objetos formara un retrato. Su serie Las Cuatro Estaciones parece ser el primer uso de este enfoque y técnica. Sus cabezas compuestas fueron celebradas e imitadas por sus contemporáneos, pero fueron relativamente olvidadas hasta que los movimientos artísticos del siglo XX las redescubrieron, llamando la atención sobre ellas a los historiadores del arte. Se le considera un precursor del dadaísmo y el surrealismo.[cita requerida] Otros artistas famosos del Renacimiento y del Barroco crearon rostros ocultos:[cita requerida]
- Tobias Stimmer.
- Hans Holbein el Joven.
- Matthäus Merian.
- Maria Sibylla Merian.
- Marcus Gheeraerts el Viejo.
- Václav Hollar.
- Josse de Momper.

Salvador Dalí se sintió fascinado por la técnica de Arcimboldo y su método paranoico-crítico estuvo influido por el pintor manierista. Para Dalí, el efecto Arcimboldo era una forma de auto-ocultamiento, ya que este pintor exhibicionista parecía, a lo largo de toda su vida de constantes poses, ocultar su verdadero yo detrás de las llamativas apariencias externas de su comportamiento. Larvatus prodeo, «Llevo una máscara», podría haber dicho con Descartes y utilizó esta cita del filósofo francés para el epígrafe de su novela Caras ocultas.[cita requerida] Probablemente su imagen oculta más famosa sea Voltaire en su pintura al óleo: «Mercado de esclavos con el busto de Voltaire que desaparece». Otros pintores surrealistas redescubrieron la técnica de las imágenes ocultas en la primera parte del siglo XX:
- Max Ernst.[cita requerida]
- René Magritte.[cita requerida]

István Orosz intenta combinar la técnica de la anamorfosis con las imágenes ocultas. La anamorfosis se utiliza para aquellas obras de arte que se hicieron distorsionadas e irreconocibles mediante ingeniosas construcciones geométricas, pero cuando se observan desde un punto determinado o a través de un objeto reflectante colocado sobre ellas, la imagen oculta aparece en su forma verdadera, es decir, sufre una nueva transformación. Orosz realizó experimentos con anamorfosis no solo para resucitar la antigua técnica, sino para mejorarla y desarrollarla. En lugar de tener una imagen distorsionada sin sentido, su intención es dar sentido a la imagen anamórfica básica, dándole un significado en sí misma y revelando su segunda lectura al verla desde un punto de vista diferente, como mirarla a través de un espejo especial. Las capas ambiguas que surgen con este enfoque hacen uso de la conexión o contraste de las dos imágenes dentro de la misma imagen que son independientes entre sí. 
Hay muchas otras obras contemporáneas de artistas que utilizan imágenes ocultas:
- Shigeo Fukuda.[cita requerida]
- Octavio Ocampo.[cita requerida]
- Sandro del Prete.[cita requerida]

- Giuseppe Arcimboldo: Vertumnus, retrato de Rodolfo II (1590 -1591).
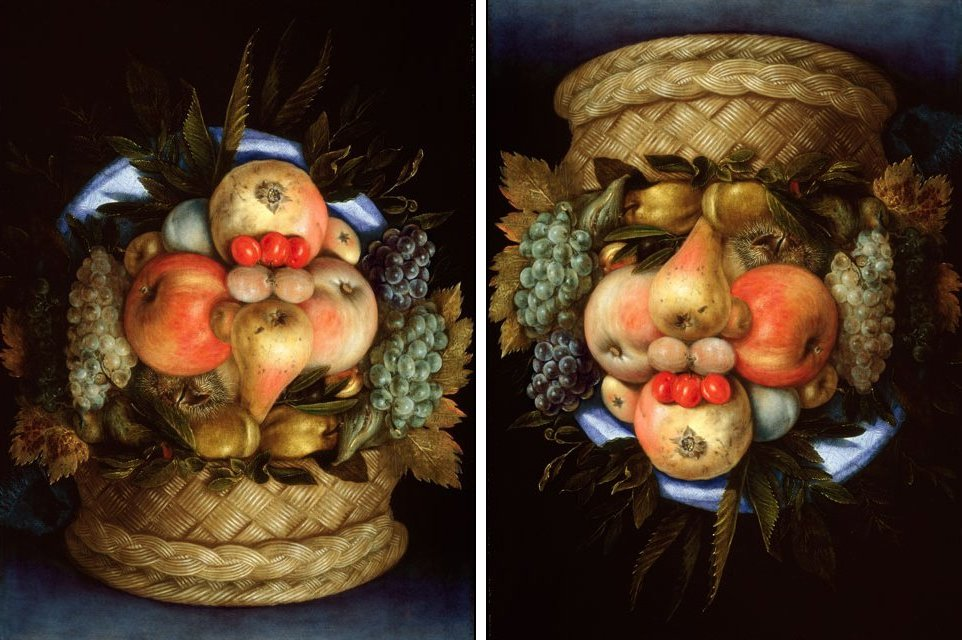
Cabeza reversible con cesta de fruta, óleo sobre tabla de Giuseppe Arcimboldo, c. 1590.
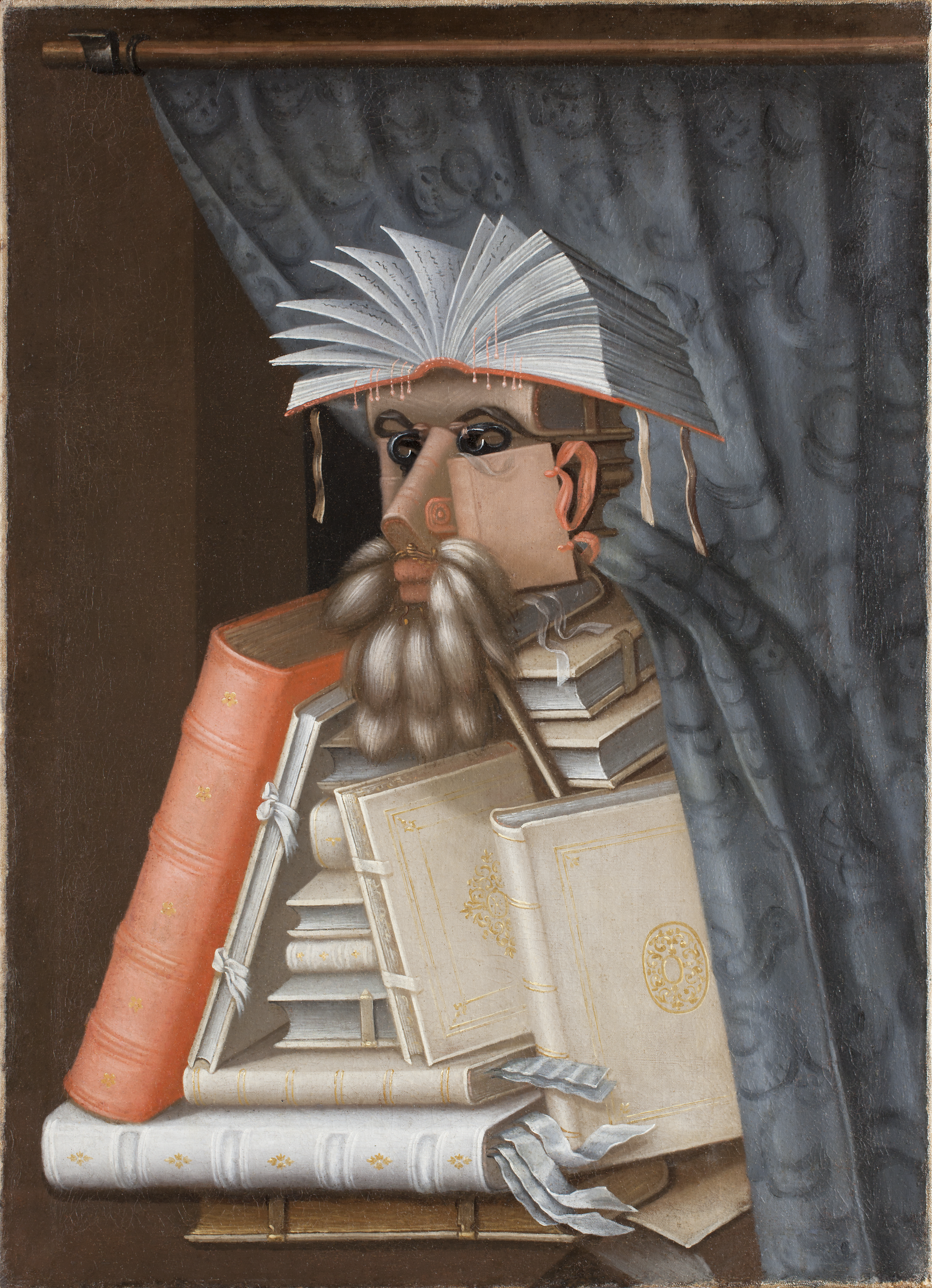
Giuseppe Arcimboldo: El Librero, c. 1566
  - Cabeza reversible con cesta de fruta, óleo sobre tabla de Giuseppe Arcimboldo, c. 1590.
  - Giuseppe Arcimboldo: El  Librero, c. 1566

## Géneros

### Imagen compuesta
Una imagen compuesta es un objeto que se compone de otros objetos. Ejemplos conocidos son la serie de pinturas Cuatro elementos y Cuatro estaciones de Giuseppe Arcimboldo.

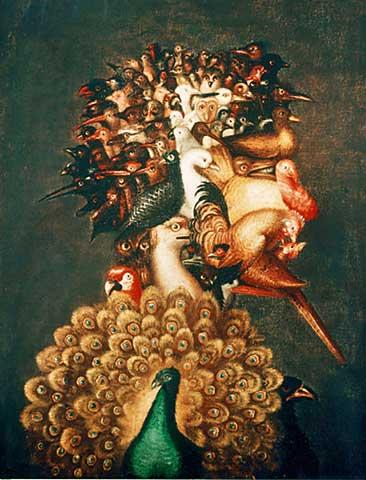
Los cuatro elementos, aire.
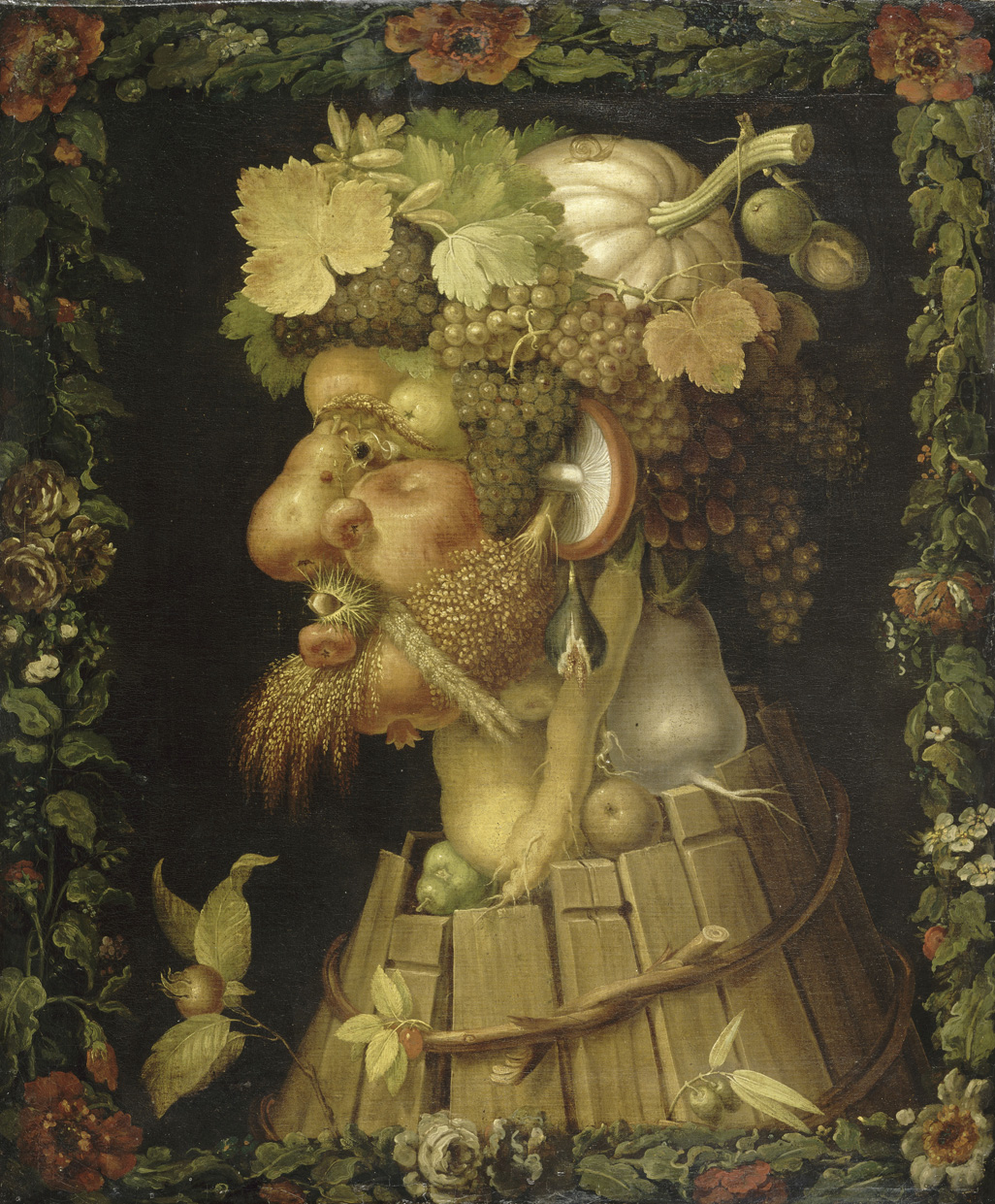
Las cuatro estaciones, otoño.

### Imagen doble
Una imagen doble contiene una figura que no es reconocible a primera vista, por ejemplo, «¿Puedes encontrar al oso?», en el que un oso se esconde en un paisaje invernal con un trampero. Una variante es la imagen de objetos ocultos, en la que hay que encontrar un objeto concreto a partir de una gran cantidad de detalles.

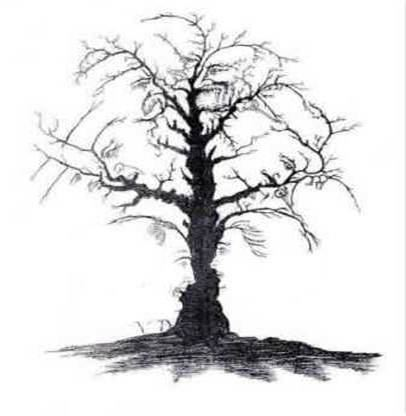
Árbol con caras.
Escudo de Esbjerg, con dos anclas.
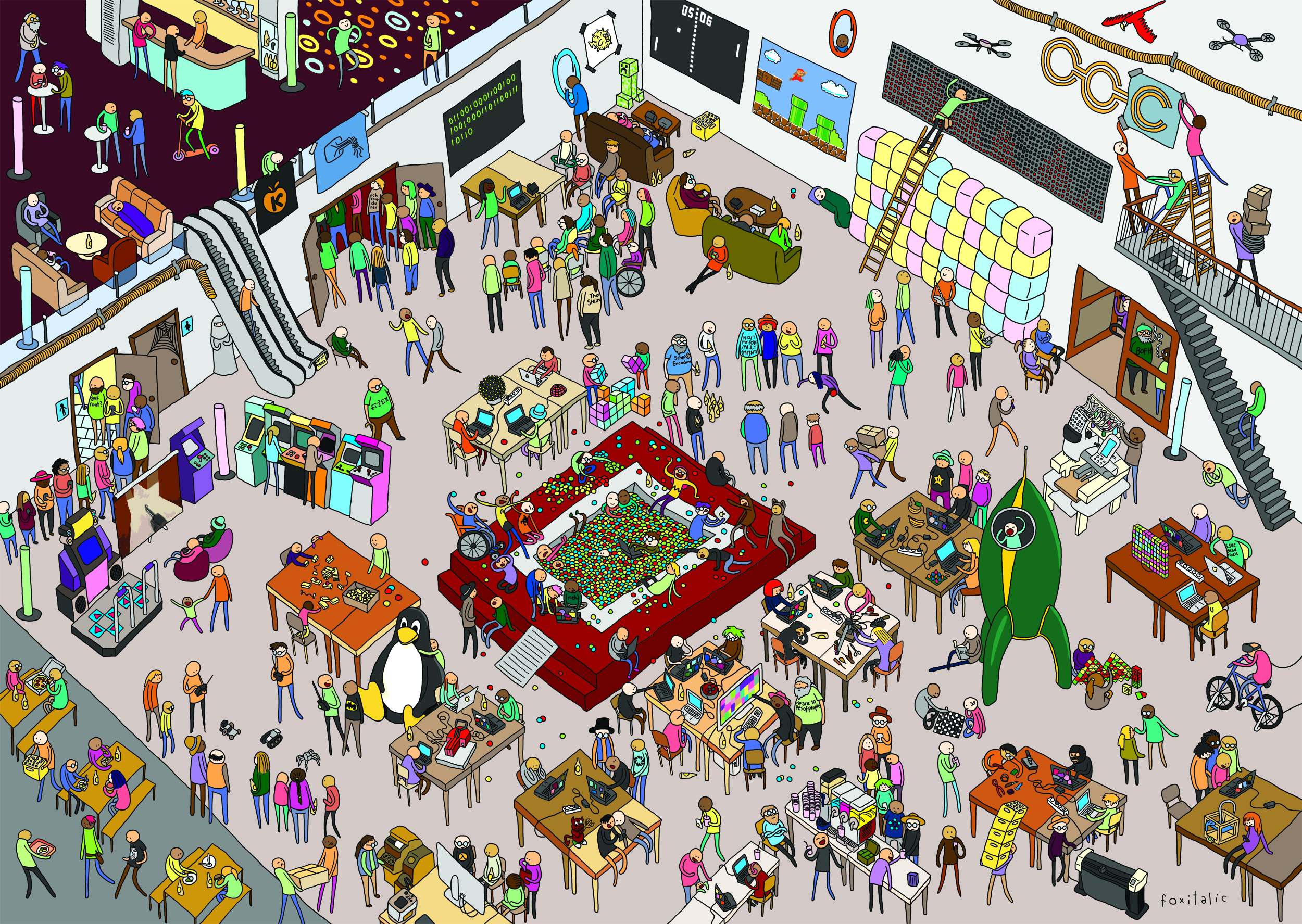
Objeto oculto.

### Imagen reversible
Con una imagen reversible, normalmente se obtiene un mensaje de imagen diferente cuando la imagen se gira 180 grados. Un ejemplo de una imagen con giro de 90 grados es la ilusión del caballo-rana. 

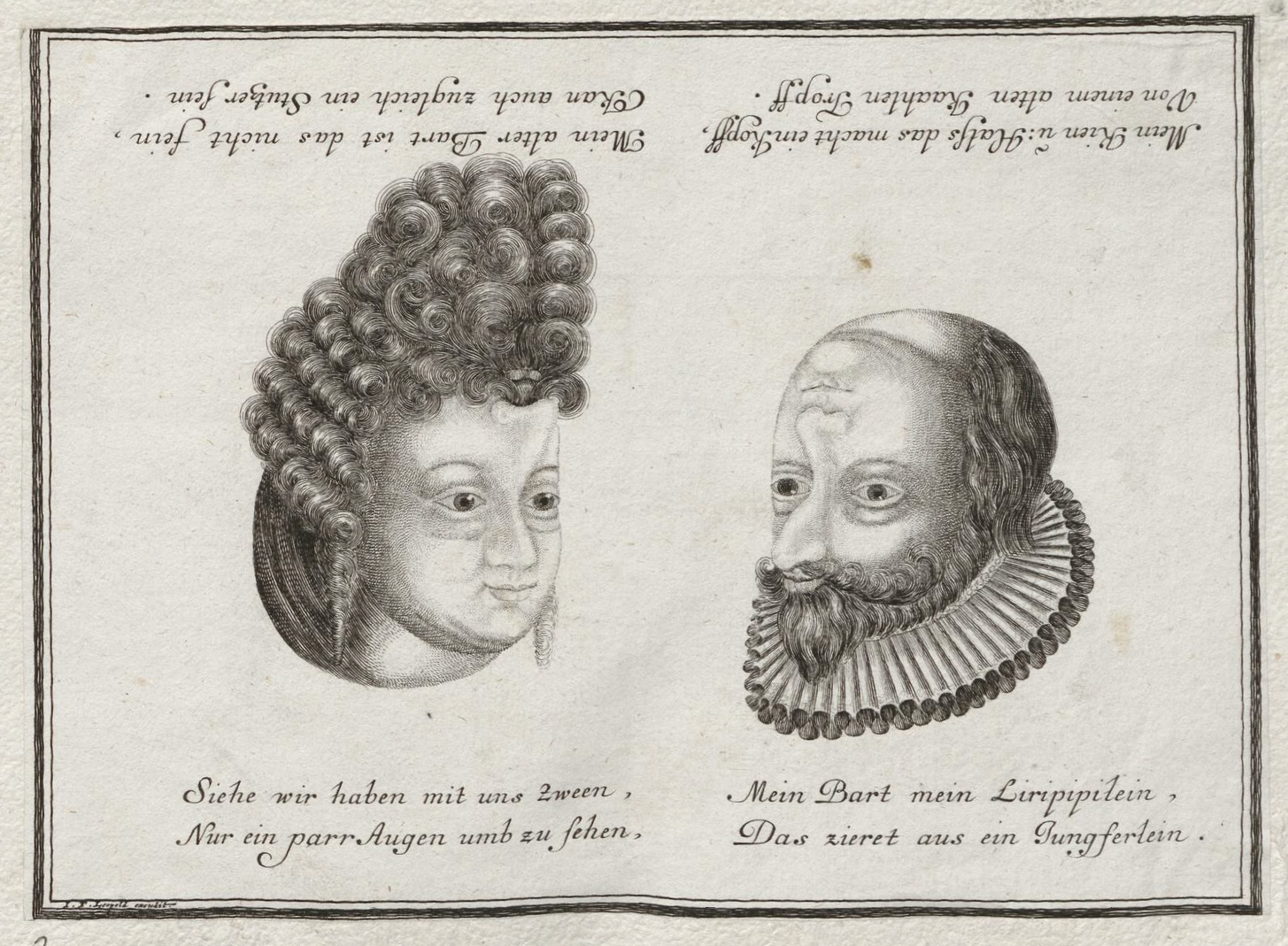
Impresión de la biblioteca Princely Waldeck Court.
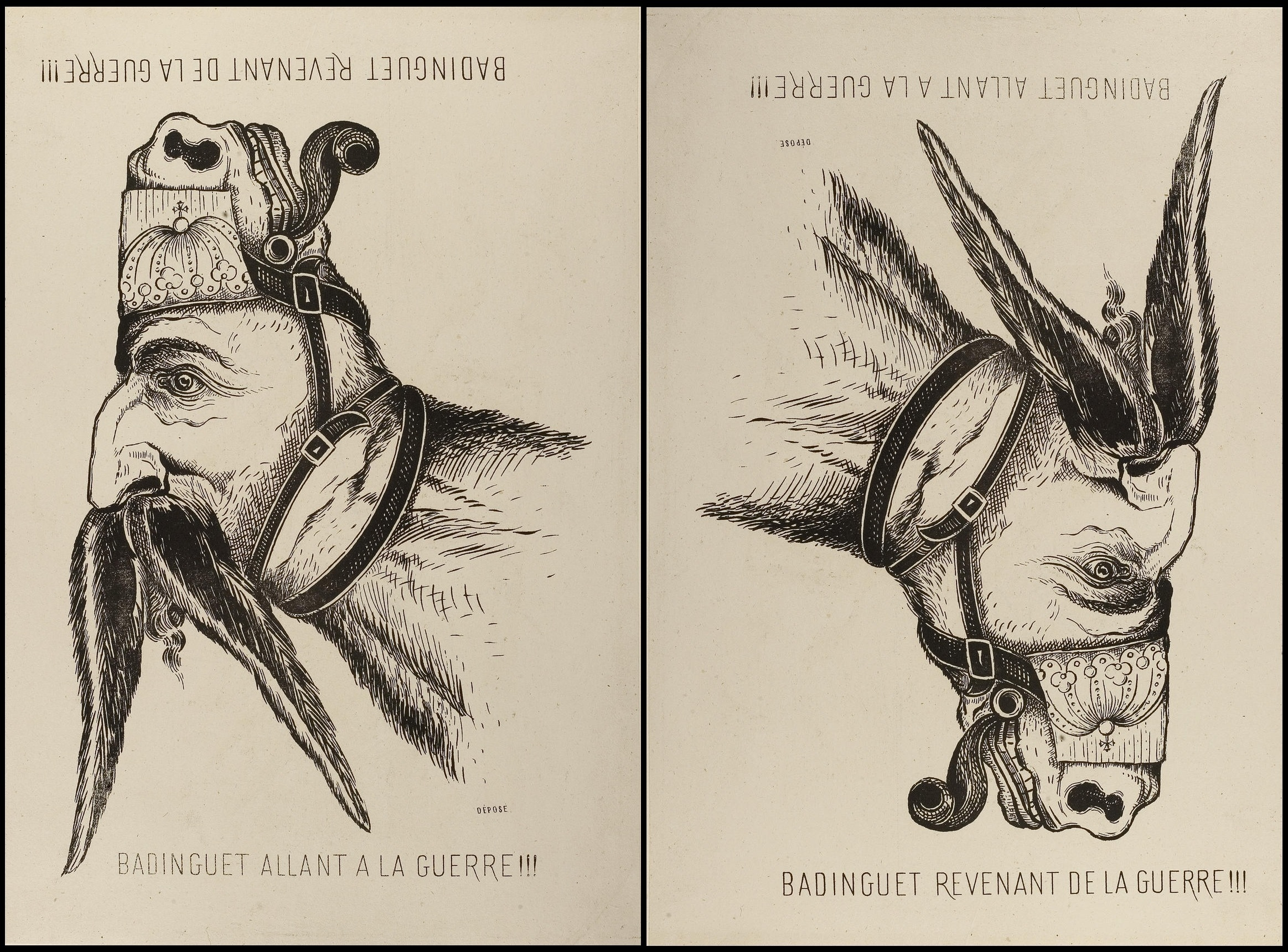
Caricatura francesa de Napoleón III, 1870
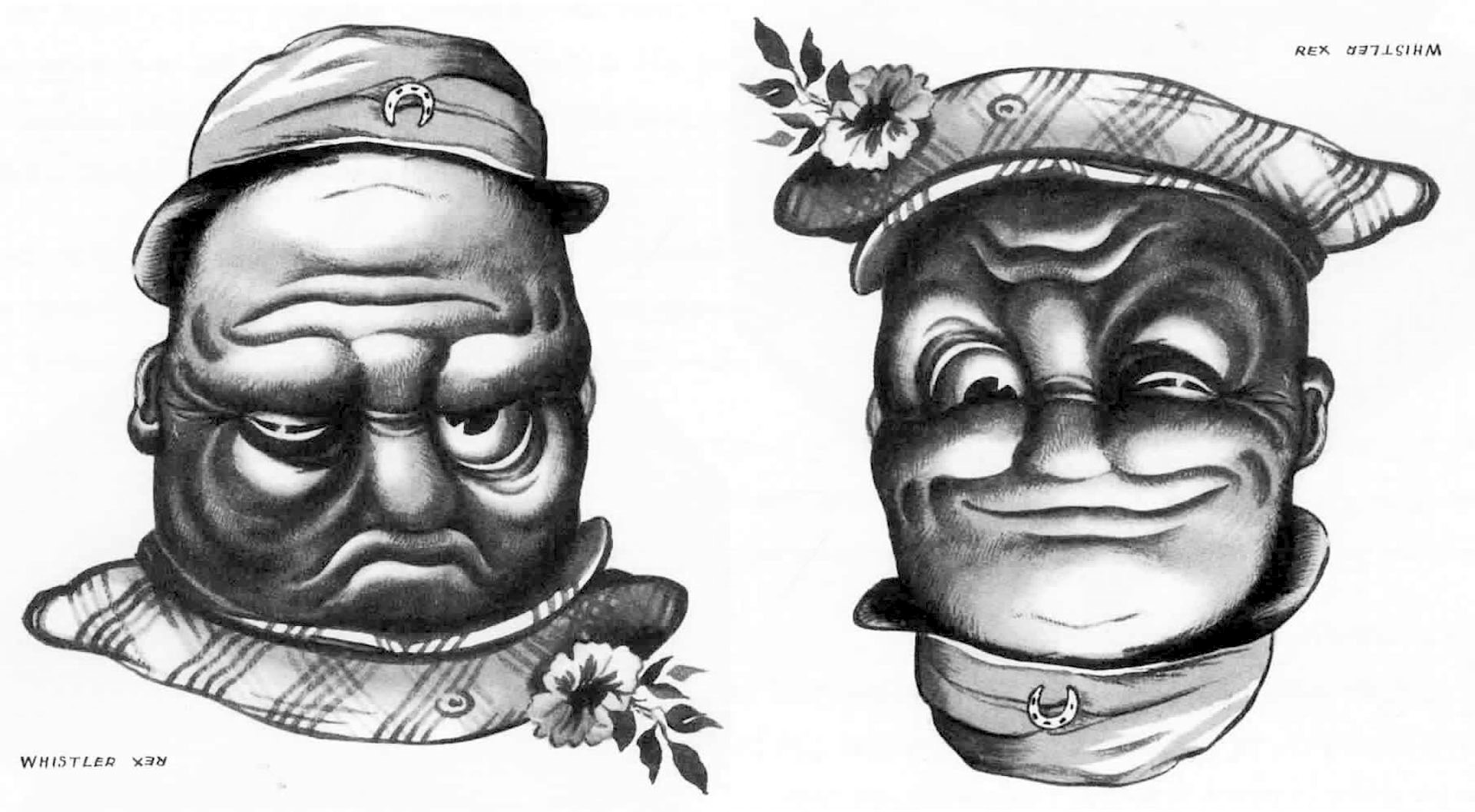
Rex Whistler: ingleses y escoceses.
Rex Whistler: Mad Wife & Farmer (imágenes reversibles giratorias).

### Imagen ambigua
En el caso de una imagen ambigua, el cambio en el mensaje de la imagen se produce a través de procesos cognitivos en el espectador: el cerebro «cambia» entre (al menos) dos posibles interpretaciones de lo que se presenta visualmente.

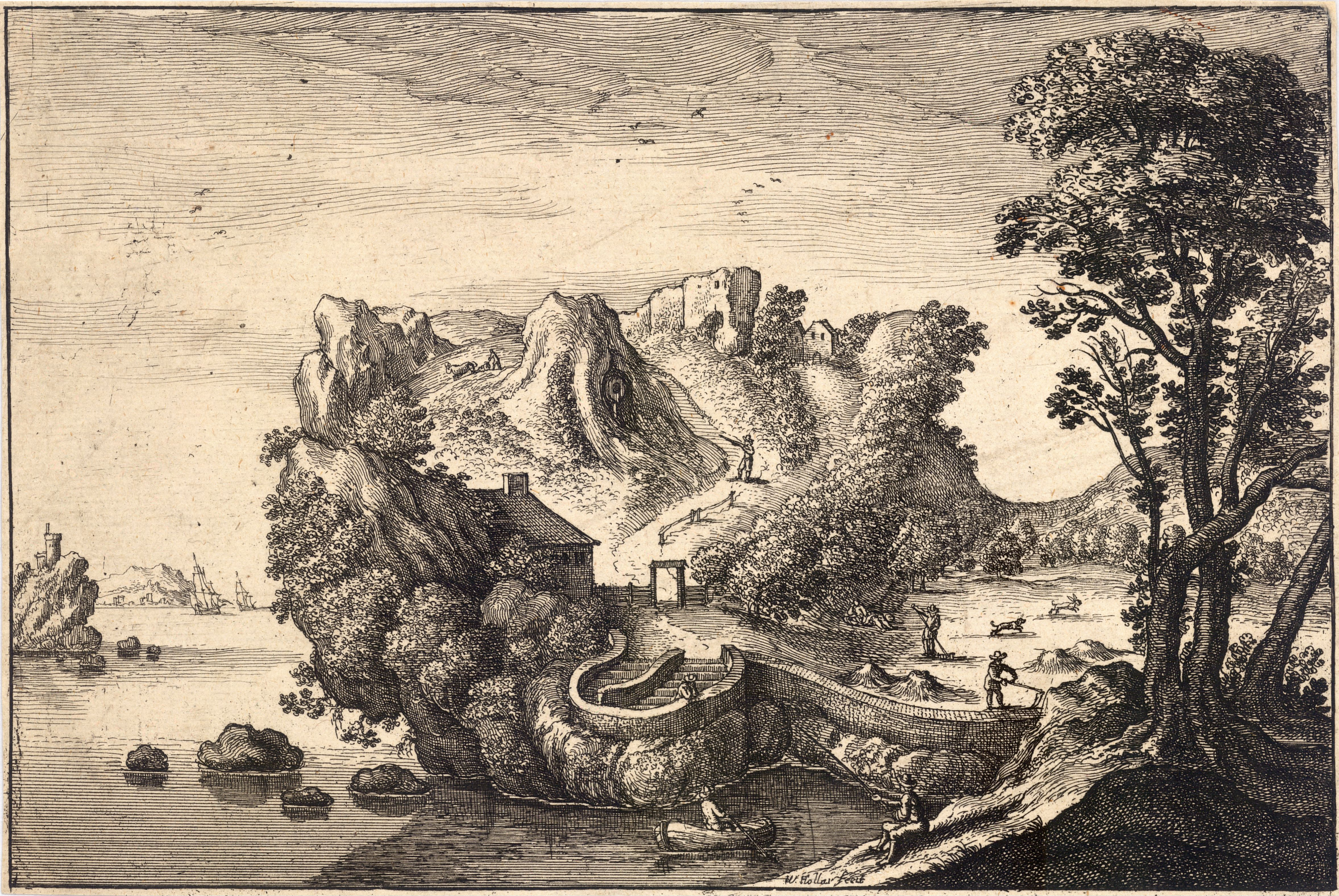
Václav Hollar: cabeza de paisaje.
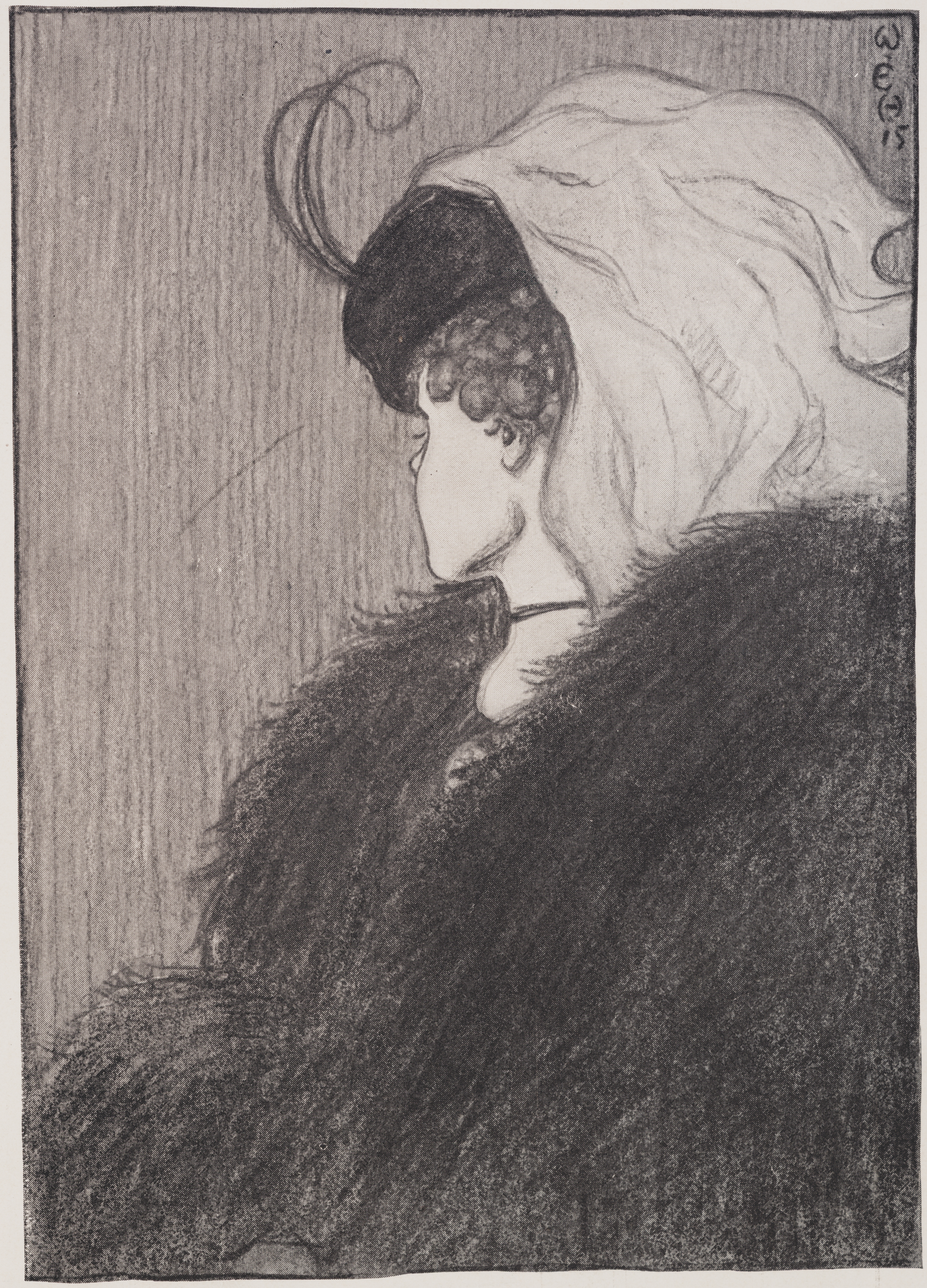
Mi esposa y mi suegra, William Ely Hill.
La copa de rubin, probablemente la imagen ambigua más famosa.
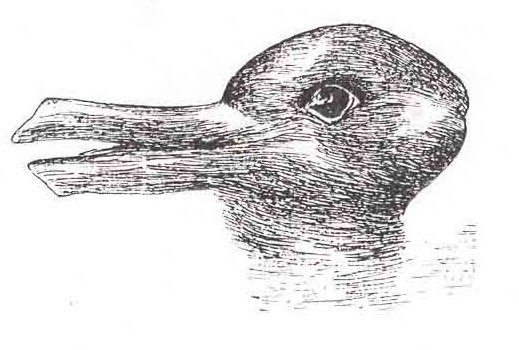
Ilusión pato-conejo, José Jastrow.

### Anamorfosis y estereoscopía
Una forma especial de imágenes ocultas es la anamorfosis, en la que determinados contenidos de la imagen solo se pueden ver desde un determinado ángulo de visión o mediante un sistema especial de espejo o prisma. Relacionados con ello están los estereogramas generados por ordenador, que se dieron a conocer en los años 90 gracias a la serie de libros The Magic Eye y que sólo revelan la imagen de un animal en 3D escondida en ellos mediante un método de impresión especial con técnicas de visualización especiales.

Hans Holbein el Joven, Los embajadores, ejemplo de anamorfosis. El cráneo solo se puede ver desde cierto ángulo.
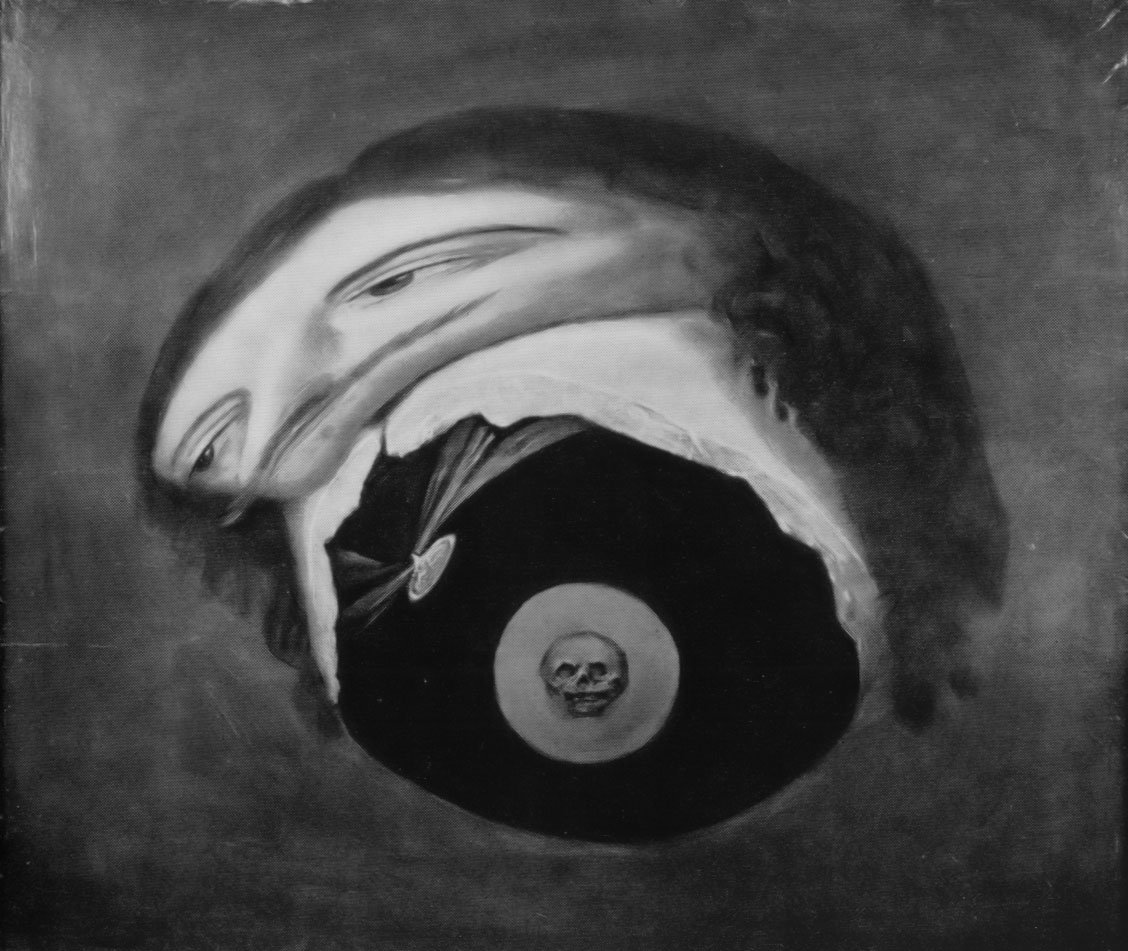
Retrato anamórfico de Carlos I de Inglaterra. La posición para colocar el cilindro/espejo es la marca del cráneo.
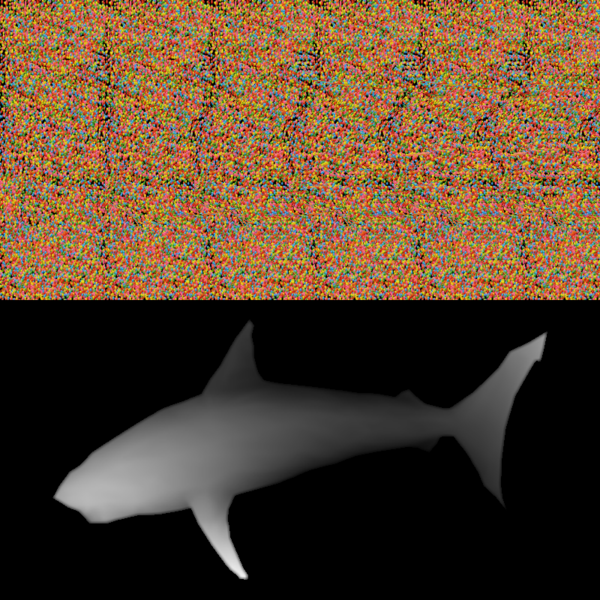
Ejemplo del libro The Magic Eye: el estereograma en la parte superior, la imagen 3D oculta en el interior, en la parte inferior